# 애들레이드섬

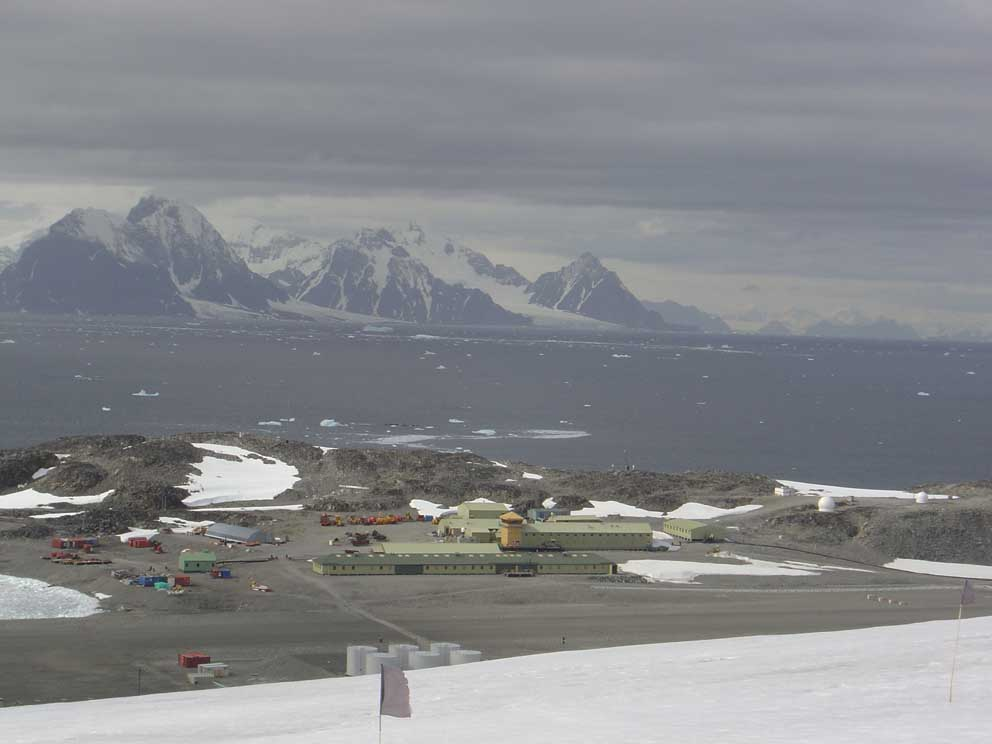

애들레이드섬(Adelaide Island)은 남극 반도 서쪽, 마거릿 만 북쪽에 있는 섬이다. 길이 약 120km, 폭 약 32km의 넓이로, 대부분이 얼음으로 덮여있다. 위치는 남위 67도 25분, 서경 68도 5분. 1832년, 존 비스코가 이끄는 영국 탐험대에 의해 발견되어 영국 국왕 윌리엄 4세의 왕비 애들레이드를 따서 명명되었다. 현재는 영국령, 칠레령, 아르헨티나령의 섬이다.

## 같이 보기
- 애들레이드 (동음이의)